# Tove Nielsen
Tove Nielsen (Comune di Skive, 8 aprile 1941) è una politica danese, membro di Venstre, già ministra, deputata ed europarlamentare.

## Biografia

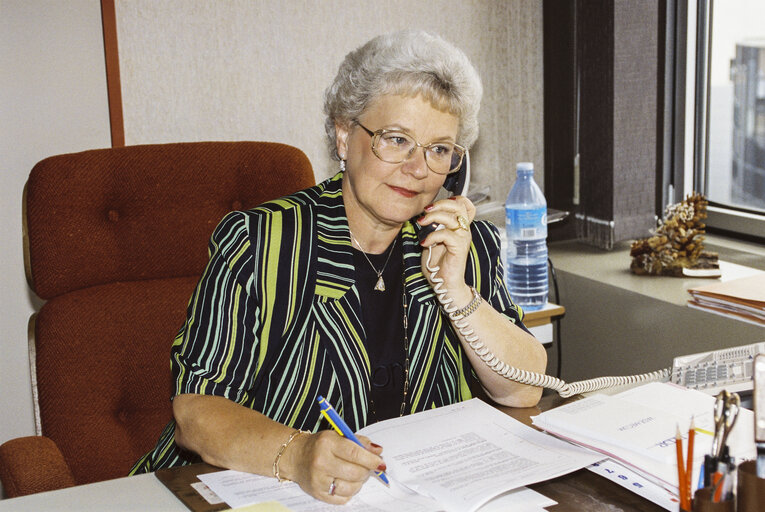
Tove Nielsen nel 1993

Figlia di un dirigente scolastico, dopo gli studi Tove Nielsen divenne insegnante e svolse questo mestiere dal 1964 al 1973, lavorando nel comune di Skive.
Politicamente attiva con il partito Venstre, alla morte di Henry Christensen nel 1972, gli succedette come deputata al Folketing. Prestò servizio per un anno, finché venne nominata ministra dell'istruzione all'interno del governo di Poul Hartling. Nei quattordici mesi in cui fu in carica, Tove Nielsen avviò una grossa riforma del sistema scolastico, che venne poi proseguita dalla ministra che le succedette, Ritt Bjerregaard.
Dopo la fine dell'esperienza di governo, ritornò a sedere tra i banchi del Folketing, dove portò a termine altri due mandati. Nel 1980 rassegnò le dimissioni in polemica con i vertici parlamentari, poiché le erano stati assegnati incarichi poco decisivi nelle commissioni.
Nel frattempo, Tove Nielsen era stata eletta al Parlamento europeo in occasione delle elezioni europee del 1979, dove aveva raccolto il maggior numero di voti nella lista del suo partito. Fu riconfermata anche nelle elezioni del 1984 e in quelle del 1989, ma perse il seggio nelle europee del 1994, lasciando l'incarico dopo quindici anni di servizio.
Durante la sua permanenza, fu membro della commissione per l'occupazione e gli affari sociali e presiedette la delegazione per le relazioni con Israele; fu inoltre vicepresidente del gruppo liberale e democratico.